# Quebec Championship
Het Quebec Championship is een jaarlijks golftoernooi in Canada, dat deel uitmaakt van de Champions Tour. Het vindt sinds 2014 plaats op de Club de Golf La Tempête in Lévis, Quebec. 
Het toernooi wordt gespeeld in een strokeplay-formule met drie ronden en er is geen cut.

## Geschiedenis
In 2010 werd het toernooi opgericht als het Montreal Championship (Frans: Championnat de Montréal) en de eerste editie werd gewonnen door de Amerikaan Larry Mize. In 2010 en 2011 vond het toernooi plaats op de Club de Golf Fontainebleau en in 2012 en 2013 op de La Vallée du Richelieu Golf Club.
In 2014 wordt het toernooi vernoemd tot het Quebec Championship.

## Golfbanen
| Jaren     | Golfbaan                         |
| --------- | -------------------------------- |
| 2010-2011 | Club de Golf Fontainebleau       |
| 2012-2013 | La Vallée du Richelieu Golf Club |
| 2014-     | Club de Golf La Tempête          |

## Winnaars
| Jaar                  | Winnaar               | Score                 | Score                 | Info                            |
| Montreal Championship | Montreal Championship | Montreal Championship | Montreal Championship | Montreal Championship           |
| --------------------- | --------------------- | --------------------- | --------------------- | ------------------------------- |
| 2010                  | Larry Mize            | 199                   | –17                   |                                 |
| 2011                  | John Cook             | 195                   | –21                   |                                 |
| 2012                  | Mark Calcavecchia     | 200                   | –16                   |                                 |
| 2013                  | Esteban Toledo        | 211                   | –5                    | Won de play-off van Kenny Perry |
| Quebec Championship   |                       |                       |                       |                                 |
| 2014                  | Wes Short Jr.         | 201                   | –15                   |                                 |

| Toernooirecord |  | po = winnaar na play-off |